# Toque (football)
Pour les articles homonymes, voir Toque, Toque (équitation) et Toque (capoeira).
Le Toque est un terme espagnol désignant un style de jeu au football axé sur une succession de toques (touches), c'est-à-dire de passes courtes et rapides, éventuellement à une touche de balle. 
Innovation de la Colombie de Francisco Maturana lors des qualifications pour la coupe du monde 1994, cette orientation permet aux coéquipiers de Carlos Valderrama de participer à la phase finale, en battant au passage l'Argentine à Buenos Aires sur un score de 5 buts à 0.
On retrouve ce style de jeu chez de nombreuses équipes sud-américaines, notamment l'Argentine dans les années 2000, puis en Europe, comme au FC Barcelone, ainsi qu'au FC Nantes et à l'Athletic Bilbao sous la direction de Marcelo Bielsa et en Afrique avec le Raja Casablanca.
L' Espagne adopte un jeu proche du toque, le tiki-taka, pour remporter un triplé historique : l'Euro 2008, la Coupe du monde 2010 et l'Euro 2012, enchaînement unique des trois titres majeurs pour une équipe nationale en quatre ans.